# Ebenezer Fontes Braga
Ebenezer Fontes Braga (Rio de Janeiro, 14 de abril de 1969) é um ex-lutador brasileiro de luta livre esportiva, vale-tudo e artes marciais mistas (MMA).

## Carreira
Começou a lutar aos 21 anos. Foi o primeiro brasileiro a vencer no UFC dentro do Brasil, quando derrotou Jeremy Horn no UFC 17.5. Sua última luta foi contra Fabrício Werdum no Jungle Fight, que posteriormente tornaria-se campeão do peso-pesado do UFC.

## Vida pessoal
Evangélico, é tido como o primeiro "atleta de Cristo" do MMA. Tornou-se pastor, exercendo essa função nos Estados Unidos, país para o qual mudou-se em 2014.

## Lutas no MMA
| Resultado | Cartel | Oponente               | Método                   | Evento                               | Data                   | Round | Tempo | Local                      |
| --------- | ------ | ---------------------- | ------------------------ | ------------------------------------ | ---------------------- | ----- | ----- | -------------------------- |
| Derrota   | 13-7-2 | Fabrício Werdum        | Nocaute (soco)           | Jungle Fight 2                       | 15 de maio de 2004     | 2     | 1:28  | Manaus, Amazonas           |
| Vitória   | 13-6-2 | Erik Wanderley         | Decisão                  | Heat FC 2: Evolution                 | 18 de dezembro de 2003 | 3     | 5:00  | Natal, Rio Grande do Norte |
| Vitória   | 12-6-2 | Rodrigo Gripp de Sousa | Finalização (guilhotina) | Jungle Fight 1                       | 13 de setembro de 2003 | 1     | 0:33  | Manaus, Amazonas           |
| Derrota   | 11-6-2 | Forrest Griffin        | Finalização (mata-leão)  | Heat FC 1: Genesis                   | 31 de julho de 2003    | 1     |       | Natal, Rio Grande do Norte |
| Empate    | 11-5-2 | Gary Goodridge         | Empate                   | Inoki Bom-Ba-Ye 2001 - K-1 vs. Inoki | 31 de dezembro de 2001 | 5     | 3:00  | Saitama, Japão             |
| Vitória   | 11-5-1 | Daijiro Matsui         | Decisão                  | Pride 15: Raging Rumble              | 29 de julho de 2001    | 3     | 5:00  | Saitama, Japão             |
| Derrota   | 10-5-1 | Akira Shoji            | Decisão                  | Pride Grand Prix 2000 Opening Round  | 30 de janeiro de 2000  | 1     | 15:00 | Tóquio                     |
| Derrota   | 10-4-1 | Kazushi Sakuraba       | Finalização (armlock)    | Pride 6                              | 4 de julho de 1999     | 1     | 9:23  | Yokohama                   |
| Empate    | 10-3-1 | Masakatsu Funaki       | Empate                   | Pancrase - Breakthrough 4            | 18 de abril de 1999    | 1     | 15:00 | Yokohama                   |
| Vitória   | 10-3   | Jeremy Horn            | Finalização (guilhotina) | UFC Brazil: Ultimate Brazil          | 16 de outubro de 1998  | 1     | 3:27  | São Paulo, SP              |
| Vitória   | 9-3    | Branden Lee Hinkle     | Finalização (triângulo)  | IVC 6: The Challenge                 | 23 de agosto de 1998   | 1     | 12:33 | São Paulo, SP              |
| Derrota   | 8-3    | Dan Severn             | Nocaute Técnico (corte)  | IVC 1 - Real Fight Tournament        | 6 de julho de 1997     | 1     | 8:17  | Brasil                     |
| Derrota   | 8-2    | Kevin Randleman        | Decisão                  | Universal Vale Tudo Fighting 6       | 3 de março de 1997     | 1     | 20:00 | Brasil                     |
| Vitória   | 8-1    | Rei Zulu               | N/A                      | Freestyle de Belem 1                 | 1 de julho de 1996     | 1     |       | Belém, Pará                |
| Vitória   | 7-1    | Pantera Negra          | N/A                      | Freestyle de Belem 1                 | 1 de julho de 1996     | 1     | 20:00 | Belém, Pará                |
| Vitória   | 6-1    | Francisco Nonato       | N/A                      | Freestyle de Belem 1                 | 1 de julho de 1996     | 1     | 14:00 | Belém, Pará                |
| Vitória   | 5-1    | Carlos Alberto Régis   | Finalização (golpes)     | Brazilian Vale Tudo Fighting 1       | 31 de maio de 1996     | 1     | 2:20  | Brasil                     |
| Vitória   | 4-1    | Fernando Cerchiari     | Nocaute Técnico (corte)  | Brazilian Vale Tudo Fighting 1       | 31 de maio de 1996     | 1     | 4:06  | Brasil                     |
| Vitória   | 3-1    | Naohisa Kawamura       | Nocaute (socos)          | Universal Vale Tudo Fighting 1       | 5 de abril de 1996     | 1     | 3:17  | Japão                      |
| Vitória   | 2-1    | Drago                  | Finalização (golpes)     | Gaisei Challenge Vale Tudo 2         | 8 de outubro de 1995   | 1     | 1:03  | Brasil                     |
| Derrota   | 1-1    | Jorge Pereira          | Nocaute Técnico (golpes) | Circuito de Lutas 3                  | 12 de setembro de 1995 | 1     | 11:18 | Brasil                     |
| Vitória   | 1-0    | Agrinaldo Ralei        | Finalização (golpes)     | Circuito de Lutas 3                  | 12 de setembro de 1995 | 1     | 1:24  | Brasil                     |